# Парапанковци
Парапанковци е термин, използван в миналото, за да обозначи езиково гърцизирани българи в Южна Тракия. Терминът произлиза от пейоративното „парапанко“ (от гръцки παρπανο), с което тази група е била наричана от гърците, а впоследствие – и от българите.
В Етнография на вилаетите Адрианопол, Монастир и Салоника от 1878 година част от парапанковските села са представени като български или смесени. Според Анастас Разбойников, гръцкият език на парапанковците е варваризиран, груб и недодялан. Техният бит и носия са идентични с тези на тракийските българи, живеещи в близост до тях.
До началото на ХХ век парпанковците населяват села в Димотишко, Софлийско, Ортакьойско, Одринско и Еноско, както и някои градски центрове в Източна и Западна Тракия. По това време в отделни села по-възрастните жители говорят и български, а младите – само на гръцки език. Основните фактори за гърцизиране на парапанковците са непосредственото съседство с гръцко население и културните влияния, съпътстващи гръцката просветна и църковна активност. Процесите на гърцизиране в парапанковските села в Османската империя, продължават до Балканските войни. След 1912 година по-голямата част от парапанковците в Източна Тракия се изселват в Гърция.